# Caranto
Caranto (dal tardo latino caris "sasso") è il nome locale di un paleosuolo pleistocenico costituito da un'argilla limosa, limoso-sabbiosa estremamente compatta, particolarmente presente, come orizzonte stratigrafico, nella laguna di Venezia, ma riscontrabile anche in sedimenti alluvionali della bassa pianura veneto-friulana di cui rappresenta il sedimento pleistocenico più recente.
È facilmente riconoscibile e si presenta come un sedimento molto duro e compatto, di colore variabile dal marrone chiaro al grigio chiaro, con striature color ocra.
Si tratta di un sedimento continentale a granulometria molto fine di origine fluvio-glaciale che ha subito un processo di sovraconsolidazione per essiccamento in ambiente subaereo, contenente anche noduli calcarei derivanti dalla lisciviazione dei carbonati presenti ad opera delle acque piovane durante la sua genesi.
Il suo periodo deposizionale risale alla fase finale dell'ultima glaciazione (Würm) nel tardo Pleistocene. 
Con l'instaurarsi dell'ultimo periodo interglaciale (che segna l'inizio dell'Olocene), a seguito dell'innalzamento del livello del mare (trasgressione marina) venne sepolto, in particolare nella laguna veneziana, dalla deposizione di sedimenti marini e fluviali fini, spesso ricchi di materiale organico e poco consolidati.
Il caranto è un livello-guida per datare la transizione fra Pleistocene e Olocene entro la sequenza stratigrafica veneta. In particolare nella laguna veneta, il caranto separa i sedimenti sabbiosi eterogenei olocenici dai sottostanti limi, limi argillosi pleistocenici.
Essendo costituito da una argilla compatta è pressoché impermeabile per cui finisce per confinare una falda in pressione entro quel sistema di falde acquifere in pressione sovrapposte che sono individuate nei depositi alluvionali della pianura veneto-friulana.